# Pavel Bucha
Pavel Bucha, né le 11 mars 1998 à Nelahozeves en Tchéquie, est un footballeur tchèque qui évolue au poste de milieu central au FC Cincinnati.

## Biographie

### Slavia Prague
Né à Nelahozeves en Tchéquie, Pavel Bucha est formé par le Slavia Prague, avec qui il fait ses débuts en professionnel le 17 février 2018, lors d'un match de championnat face au FC Vysočina Jihlava. Il est titulaire et joue l'intégralité de cette partie, qui se solde par la défaite du Slavia (1-0). Il réalise cinq apparitions lors de cette saison 2017-2018. Bucha se retrouve ensuite en désaccord avec la direction du club et refuse de prolonger son contrat avec le Slavia, il est alors laissé à disposition de l'équipe réserve jusqu'au terme de son contrat, en juin 2018.

### Viktoria Plzeň
Après avoir refusé de prolonger avec son club formateur, Pavel Bucha rejoint librement le Viktoria Plzeň, le 9 juillet 2018. Il joue son premier match sous ses nouvelles couleurs le 11 octobre 2018, lors d'une rencontre de coupe de Tchéquie face au MFK Vyškov. Il est titulaire et son équipe s'impose par cinq buts à un, avec notamment un quadruplé de Tomáš Chorý.

### FK Mladá Boleslav
Le 6 février 2019, Pavel Bucha est prêté pour une durée d'un an au Mladá Boleslav.
Le 14 septembre, il inscrit son premier doublé en championnat, lors de la réception du 1. FK Příbram (victoire 6-0). Il termine l'année avec un total de six buts au compteur lors de la saison régulière de championnat.

### Retour au Viktoria Plzeň
Pavel Bucha fait son retour au Viktoria Plzeň lors de la deuxième partie de la saison 2019-2020.

### FC Cincinnati
Le 7 février 2024, Pavel Bucha rejoint le FC Cincinnati. Il signe un contrat courant jusqu'en décembre 2026, avec une année supplémentaire en option.

### En sélection
Il joue un total de trois matchs avec l'équipe de Tchéquie des moins de 20 ans en 2018.
Pavel Bucha fête sa première sélection avec l'équipe de Tchéquie espoirs le 9 juin 2019, en amical face à la Slovaquie. Lors de cette rencontre, il est titulaire et son équipe s'impose par deux buts à un. Par la suite, le 18 novembre 2019, il inscrit son premier but avec les espoirs, face à la Croatie. Ce match gagné 1-2 rentre dans le cadre des éliminatoires de l'Euro espoirs 2021.